# سيد سميث (لاعب كرة قدم أمريكية)
سيد سميث (بالإنجليزية: Sid Smith)‏ هو لاعب كرة قدم أمريكية أمريكي، ولد في 6 يوليو 1948 في ويتشيتا في الولايات المتحدة.

## وصلات خارجية
- سيد سميث على موقع مرجع كرة القدم المحترفة.كوم (الإنجليزية)